# Callionymus variegatus
Callionymus variegatus är en fiskart som beskrevs av Temminck och Schlegel, 1845. Callionymus variegatus ingår i släktet Callionymus och familjen sjökocksfiskar. Inga underarter finns listade.